# Peillon
Peillon (in italiano, desueto, Peglione) è un comune francese di 1 362 abitanti situato nel dipartimento delle Alpi Marittime della regione della Provenza-Alpi-Costa Azzurra.

## Geografia
Peillon è situato nella valle del Paglione di Scarena, a 18 km a nord-est di Nizza.

## Monumenti e luoghi d'interesse
- Chiesa della Trasfigurazione, del XVII secolo
- Cappella di Nostra Signori dei Dolori, conserva al suo interno degli affreschi di Giovanni Canavesio del XV secolo.

## Società

### Evoluzione demografica
Abitanti censiti